# 젠큐릭스
주식회사 젠큐릭스(영어: Gencurix)는 대한민국의 액체 생검 분자 진단 기업이다.

## 역사 및 현황
젠큐릭스는 2011년 조상래 대표이사에 의해 설립되었다.
2020년 6월 25일, 코스닥 시장에 상장하였다.
2024년, 운영 자금 조달을 위해 엑셀세라퓨틱스를 상대로 9억 원 규모 제3자 배정 유상  증자를 하였다.